# Matematikai tehetséggondozás
A matematikai tehetséggondozás nagyon fontos szerepet kap az általános tehetséggondozáson belül a matematika mint tudományág egyedisége, és más tudományágak számára nélkülözhetetlen volta miatt is.

## A tehetséggondozás általában
A tehetséggondozás első feladata: időben megtalálni azokat az embereket, akik kiemelkedőek valamilyen képességet illetően. Ezt követi a megszokott értelemben vett tehetséggondozás, amikor is ezekkel az emberekkel külön elkezdenek foglalkozni annak érdekében, hogy a kiemelkedő képességeikben rejlő lehetőségek ne vesszenek el.

## A matematikai tehetséggondozás
Magyarországon nagy hangsúlyt fektetnek a matematikában tehetséges általános, illetve középiskolás diákok felkutatására, majd különleges képzésükre. Kiemelkedő eredményeket értek el a középiskolai speciális matematikai osztályokban tanuló diákok.
Hazánkban kiemelkedő matematika képzést nyújt a Budapesti Fazekas Mihály Általános Iskola és Gimnázium, amelynek diákjai minden évben ott vannak a legnagyobb matematikaversenyek döntőiben és a Nemzetközi Matematikai Diákolimpia csapatában.
Számtalan matematikaversenyt rendeznek Magyarországon a 3. osztályos általános iskolásoktól az érettségiző diákokig, melybe beleértendők a teszt, az indoklásos és a levelezős versenyek is. A magyar matematikai tehetséggondozás azonban messze nem merül ki a versenyeken való részvétellel, sok tehetséggondozó matematikai tábort és találkozót is rendeznek minden évben.
Összességében elmondható, hogy Magyarországon a matematikai élet a diákok körében nagyon pezsgő. A tehetséges diákok és a kiemelkedő tanárok jól ismerik egymást, gyakran találkoznak különböző rendezvényeken, és itt mérik össze, vagy adják át tudásukat egymásnak.
Szerencsére van már néhány egyetem is, mely foglalkozik a matematikában tehetséges, de nem, vagy nem csak matematikai fő irányú képzésben részt vevő diákok tehetséggondozásával az egyetemi évek alatt is.

## Versenyek

### Teszt jellegű versenyek
- Nemzetközi Kenguru Matematika Verseny
- Zrínyi Ilona Matematikaverseny
- Gordiusz Matematika Verseny
- Medve Szabadtéri Matekverseny
- Bolyai Matematika Csapatverseny

### Indoklásos versenyek
- Alapműveleti Matematikaverseny
- Kürschák József Matematikai Tanulóverseny
- Matematika OKTV
- Nemzetközi Magyar Matematikai Verseny
- Arany Dániel Matematikaverseny
- Varga Tamás Matematikaverseny
- Kalmár László Matematikaverseny
- Schweitzer Miklós Emlékverseny
- Bátaszéki Matematika Verseny
- Felvidéki Magyar Matematika Verseny
- Izsák Imre Gyula Komplett Természettudományi Verseny
- Szőkefalvi-Nagy Gyula Matematikai Emlékverseny

### Levelező versenyek
- Középiskolai Matematikai Lapok A, B, C, K versenyei
- KöMaL Tesztverseny
- Abacus
- Microprof
- Móra Matek 1-4. osztály
- Kis Vakond
- SuliKVÍZ

### Regionális versenyek
- Medve Szabadtéri Matekverseny
- Zala Megyei Matematika Verseny
- Három Megye Matematika Versenye
- Szabolcs-Szatmár-Bereg megyei Ambrózy Géza Matematikai Verseny 5-12. osztályosok részére
- Erdélyi Magyar Matematika Verseny
- Levelező versenyek
- Bem József Városi Matematikaverseny 2-8. osztály - Veszprém, Deák Ferenc Általános Iskola
- Sudoku Megyei Verseny 1-8. osztály - Veszprém, Kossuth Lajos Általános Iskola

### Egyéb
- Olimpiai válogatóverseny
- Nemzetközi Matematikai Diákolimpia

## A matematikai tehetséggondozás közösségi formái

### Folyóiratok
- Középiskolai Matematikai és Fizikai Lapok (KöMaL)
- Abacus
- Kis Vakond

### Táborok, találkozók, szakkörök
- A Gondolkodás Öröme Alapítvány táborai, szakkörei
- KöMaL Ankét
- Medve Matektábor Magyarország több helyszínén
- Erdős Pál Matematikai Tehetséggondozó Iskola
- Balatonberényi Matematika Tábor
- Nagy Károly Matematikai Diáktalálkozó
- Kenguru táborok
- Olimpiai felkészítő szakkörök
- Matematikai Mulatságok Tábora (MaMuT), Mátrafüred

### Egyetemi tehetséggondozás
- Erdős Pál Tehetséggondozó Program
- Tehetséggondozás a Budapesti Műszaki és Gazdaságtudományi Egyetem Fizikai Intézetében

## Külső hivatkozások
- A Matematika Összeköt Egyesület, Medve Matektábor, Medve Szabadtéri Matekverseny
- A Gondolkodás Öröme Alapítvány
- Alapműveleti Matematikaverseny
- Bolyai Társulat
- Erdős Pál Matematikai Tehetséggondozó Iskola
- Erdős Pál Tehetséggondozó Program
- Kisvakond Tanodája
- KöMaL – Középiskolai Matematikai és Fizikai Lapok
- KöMaL-Tehetséggondozás a Budapesti Műszaki és Gazdaságtudományi Egyetem Fizikai Intézetében
- MicroProf
- SuliKvíz
- MaMuT - kiemelkedő képességű diákok matematika tábora
- Tudor Alapítvány Archiválva 2006. szeptember 27-i dátummal a Wayback Machine-ben
- Versenyvizsga portál
- Zalai Matematikai Tehetségekért Alapítvány
- Matematikában Tehetséges Gyermekekért Alapítvány
- Szlovákiai matematika versenyek (Matematikai Olimpia, Pitagorasz) feladatai